# Rumtek
Rumtek (tibetisch: རུམ་ཐེག་དགོན་པ་, Wylie: Rum-theg Dgon-pa), auch Dharma Chakra Centre genannt, ist ein buddhistisches Kloster im indischen Bundesstaat Sikkim, ungefähr 24 km entfernt von der Hauptstadt Gangtok.
Das Kloster ist zurzeit das größte in Sikkim. Eine goldene Stupa enthält die Überreste des 16. Karmapa.

## Geschichte
Das erste Kloster in Rumtek wurde vom 9. Karmapa errichtet. Es diente als Kloster der Karma-Kagyü-Linie, verfiel aber mit der Zeit zu einer Ruine. 1959 floh der 16. Karmapa Rangjung Rigpe Dorje, mit einem Gefolge von über 160 Lamas, Mönchen und Laien von Tibet über Bhutan nach Sikkim, um die Lehren des tibetischen Buddhismus vor der Zerstörung zu retten. Er wählte Rumtek als seinen neuen Sitz und baute das Kloster neu auf und errichtete oberhalb des alten Klosters das neue Kloster Rumtek, von welchem auch das Bild ist.  1966 weihte der 16. Gyalwa Karmapa das neue Kloster ein. Oberhalb des Klosters wurde in den 1990er Jahren das Gebäude einer Klosteruniversität errichtet (Shri Nalanda Institute). Dieses Gebäude wurde durch das Erdbeben 2011 erheblich beschädigt.
Rumtek steht seit den 1990ern im Zentrum des Karmapa-Konflikts zweier rivalisierender Gruppen, die jeweils einen unterschiedlichen Kandidaten für den 17. Karmapa bevorzugen: der Karmapa Charitable Trust für Thaye Dorje und die Gruppe Tsurphu Labrang für Ogyen Trinley Dorje. Für Rumtek ging es dabei zeitweise um den Anspruch auf den Grundbesitz des Klosters. Diese Frage – allerdings nicht die der Nachfolge – wurde 2004 von den zuständigen indischen Gerichten zugunsten des Karmapa Charitable Trust entschieden.

## Verschiedenes
Gegenüber dem eigentlichen Kloster ist das Karma Shri Nalanda Institut für buddhistische Studien gelegen.